# Andrena nigrocaerulea
Andrena nigrocaerulea là một loài Hymenoptera trong họ Andrenidae. Loài này được Cockerell mô tả khoa học năm 1897.